# Banca Popolare di Roma (1992-2012)
La Banca Popolare di Roma S.p.A è stata un istituto di credito, con sede in via Bissolati 40 a Roma.

## Storia
La banca è stata fondata a Roma nel 1992 come società cooperativa a responsabilità limitata. L'autorizzazione da parte di Banca d'Italia per lo svolgimento dell'attività creditizia arriva nel 1994 e a settembre viene aperto il primo sportello. Nel 1997 viene trasformata in società per azioni.
Nel 2003 viene acquisita dalla Cassa di Risparmio di Ferrara, la CARIFE S.p.A. e nel 2012 viene fusa per incorporazione nella capogruppo, diventandone una sua divisione e mantenendo il marchio.